# Cercamoniinae
Cercamoniinae é uma subfamília da extinta da família dos primatas Notharctidae encontrada principalmente na Europa, embora alguns gêneros tenham sido encontrados na América do Norte e na África.

## Classificação
- Família Notharctidae
  - Subfamília Cercamoniinae
    - Gênero Agerinia
    - Gênero Anchomomys
    - Gênero Barnesia
    - Gênero Buxella
    - Gênero Donrussellia
    - Gênero Mazateronodon
    - Gênero Panobius
    - Gênero Periconodon
    - Gênero Pronycticebus
    - Gênero Protoadapis

### Literatura citada
- Gebo, D.L. (2002). «Adapiformes: Phylogeny and adaptation». In:  Hartwig, W.C. The Primate Fossil Record. [S.l.]: Cambridge University Press. ISBN 978-0-521-08141-2. OCLC 47254191